# Andrena dmitrii
Andrena dmitrii är en biart som beskrevs av Osytshnjuk 1993. Andrena dmitrii ingår i släktet sandbin, och familjen grävbin. Inga underarter finns listade i Catalogue of Life.